# 安德森角 (勞里島)
安德森角（英語：Cape Anderson），是南極洲的海岬，位於南奧克尼群島的勞里島南岸，是米爾灣入口處東部，在1903年由蘇格蘭探險隊繪入地圖，現時由南極條約體系管理。